# الوصية الطاهرية
الوَصِيَّة الطَّاهِريَّة أو وصيَّة طاهِر بن الحُسَيْن لابنه عبد الله، هي وصيَّة كامِلة مُتكاملة وجَّهها الوالي العبَّاسي على خُراسان، طاهِر بن الحُسَيْن إلى ابنهِ عبد الله بن طاهِر لتُقوِّمُه وتُرشِدهُ في أمُور السياسة والرياسة والأدب والدِّين والحثَّ على مكارِم الأخلاق.
نالت الوصيَّة اهتمامًا من النَّاس في ذلك الزَّمان، وتناقلوه، كما أعجب به الخليفة العبَّاسِي المأمُون، والمُؤرِّخين مثل ابن الأثير، وابن كَثِير وغيرهم.

## الخلفية
في سنة 206 هـ / 821 م، تُوفي يَحيى بن مُعاذ الوالي العبَّاسي على الجَزيرة الفُراتيَّة، واستخلف ابنهُ أحمد مكانه، إلا أن الخليفةُ العبَّاسِي السَّابِع عَبدُ الله المأمُون لم يطمأن لذلك، لكون منطقة الجزيرة تشهد تمرُّدًا وخُروجًا عن السيطرة في بعض أرجائها منذ سنوات على يد الثَّائر نَصْر بن شَبْث العَقِيلي. وبعد مُرور أكثر من شهر على وفاة الوالي يَحيى بن مُعاذ، وجَّه المأمُون بقُدوم عبدُ الله بن طاهِر إليه، فحضر، وقال لهُ المأمُون:«يا عبدَ الله، أستخيرُ الله تعالى منذ شهرٍ وأكثر، وأرجو أن يكون قد خار لي، ورأيتُ الرَّجُل يصِف ابنهُ - ليُطريه - لرأيهِ فيه، ورأيتُك فوق ما قال أبُوك فيك، وقد مات يَحيى واستخلف ابنُه وليس بشيء، وقد رأيتُ توليتك مِصْر ومُحاربة نَصْر بن شَبْث». فردَّ ابن طاهِر قائلًا: «السَّمعُ والطَّاعة، وأرجُو أن يجعل الله لأميرُ المُؤمِنين الخيرة ولِلمُسْلِمين»، فعقد لهُ المأمُون على الجَزيرة، والشَّام، ومِصْر.
وبعد أن استعملهُ المأمُون، كَتَب إليه أبُوه طاهِر بن الحُسَيْن - وكان من كِبار القادة العسكريِّين للخِلافة العبَّاسيَّة وواليُها على خُراسان - كِتابًا جمع فيه كُل ما يحتاج إليه الأُمراء والساسة من الآداب والسياسة وغير ذلك.

## الوصيَّة
نصَّ الوصيَّة الطَّاهِريَّة:
يبدأ طاهِر في وصيِّته بالبَسْمَلة وبتحذير ابنهُ عبد الله بالخَوف من الله، وتذكُّر ما أفاض بهِ عليه من نِعَمِه وأكرمهُ من مسُؤوليةٍ ثقيلة على العِباد قائلًا:
«بسم الله الرحمن الرحيم 

أما بعد ، فعليك بتقوى الله وحده لا شريك له، وخشيته، ومراقبته عز وجل ومزايلة سخطه، وحفظ رعيتك في الليل والنهار، والزم ما ألبسك من العافية بالذكر لمعادك، وما أنت صائر إليه، وموقوف عليه، ومسئول عنه، والعمل في ذلك كله بما يعصمك الله عز وجل وينجيك يوم القيامة من عقابه، وأليم عذابه، فإن الله سبحانه وتعالى قد أحسن إليك، وأوجب عليك الرأفة بمن استرعاك أمرهم من عباده، وألزمك العدل عليهم، والقيام بحقه وحدوده فيهم، والذب عنهم، والدفع عن حريمهم وبيضتهم، والحقن لدمائهم ، والأمن لسبيلهم، وإدخال الراحة عليهم، ومؤاخذك بما فرض عليك، وموقفك عليه، ومسائلك عنه، ومثيبك عليه بما قدمت وأخرت، ففرِّغ لذلك فهمك، وعقلك، ونظرك، ولا يشغلك عنه شاغل، وإنه رأس أمرك، وملاك شأنك، وأول ما يوفقك الله عز وجل به لرُشدك».
ثم أكمل يُذكِّرهُ بالفُرُوض المُوجوبة على المُسلم، والخُشوع في الوُضوء والصَّلاة، قائلًا:
«وليكن أول ما تلزم نفسك وتنسب إليه، أفعالك المواظبة على ما افترض الله عز وجل عليك من الصَّلوات الخمس، والجماعة عليها بالناس، فأت بها في مواقيتها على سننها، وفي إسباغ الوضوء لها، وافتتاح ذكر الله عز وجل فيها، وتُرتل في قراءتك، وتمكن في ركوعك وسجودك وتشهدك، وليصدق فيه رأيك ونيتك، واحضض عليها جماعة من معك، وتحت يدك، وادأب عليها فإنها كما قال الله عز وجل: إن الصلاة تنهى عن الفحشاء والمنكر (العَنْكَبُوت:45)».
ثم تابع وأكَّد عليها بالأخذ بسُنن النَّبِيُّ مُحَمَّد والقُرب من الحلال، والبُعد عن الحرام، والتملُّل من العَدل قائلًا:
«ثم أتبع ذلك بالأخذ بسنن رسول الله صلَّى الله عليهِ وسلَّم والمثابرة على خلافته، واقتفاء آثار السلف الصالح من بعده، وإذا ورد عليك أمر فاستعن عليه باستخارة الله عز وجل وتقواه، ولزوم ما أنزل الله عز وجل في كتابه من أمره ونهيه، وحلاله وحرامه، وإتمام ما جاءت به الآثار عن رسول الله صلى الله عليه وسلم ثم قم فيه بما يحق لله  عز وجل عليك ، ولا تمِل من العدل فيما أحببت أو كرهت لقريب من الناس، أو بعيد».
ثم يُكمل لهُ بمُتابعة عُلماء الإسلام وفُقهائهم قائلًا:
«وآثر الفقه وأهله والدين وحملته، وكتاب الله عز وجل والعاملين به، فإن أفضل ما تزين به المرء الفقه في الدين، والطلب له، والحث عليه، والمعرفة بما يتقرب به إلى الله عز وجل فإنه الدليل على الخير كله، والقائد له، والآمر به، والناهي عن المعاصي والموبقات كلها، ومع توفيق الله عز وجل يزداد العبد معرفة لله عز وجل وإجلالا له، ذكرا للدرجات العلى في المعاد مع ما في ظهوره للناس من التوقير لأمرك، والهيبة لسلطانك، والأنسة بك، والثقة بعدلك».
ثُم بيَّن لهُ ضرُورة إعمال النيَّة الصَّالِحة من أجل عاقبته في الآخِرة، قائلًا:
«وعليك بالاقتصاد في الأمور كلها، فليس شيء أبين نفعا، ولا أخص أمنا، ولا أجمع فضلا منه، والقصد داعية إلى الرشد، والرشد دليل على التوفيق، والتوفيق قائد إلى السعادة، وقوام الدين والسنن الهادية بالاقتصاد، وآثره في دنياك كلها، ولا تقصر في طلب الآخرة والأجر، والأعمال الصالحة، والسنن المعروفة، ومعالم الرشد، ولا غاية للاستكثار في البر والسعي له إذا كان يطلب به وجه الله تعالى ومرضاته ومرافقة أوليائه في دار كرامته».
ثُم يُنَّبهَهُ على ضرُورة إحسان الظَّن بالله، وأن لا يظنَّ بالنَّاس شرًا دون دليل لما فيه من إثم الظَّن، قائلًا:
«واعلم أن القصد في شأن الدنيا يورث العز، ويحصن من الذنوب، وأنه لن تحوط لنفسك ومن يليك ولا تستصلح أمورك بأفضل منه، فأته واهتد به تتم أمورك، وتزد مقدرتك، وتصلح خاصتك وعامتك. وأحسن الظن بالله عز وجل تستقم لك رعيتك، والتمس الوسيلة إليه في الأمور كلها تستدم به النعمة عليك، ولا تتهمن أحدا من الناس فيما توليه من عملك، قبل أن تكشف أمره، فإن إيقاع التهم بالبراء والظنون السيئة بهم مأثم، فاجعل من شأنك حسن الظن بأصحابك، واطرد عنك سوء الظن بهم، وارفضه فيهم يعنك ذلك على اصطناعهم ورياضتهم، ولا يجدن عدو الله الشيطان في أمرك مغمزا، فإنه إنما يكتفي بالقليل من وهنك، ويدخل عليك من الغم في سوء الظن ما ينغصك لذاذة عيشك. واعلم أنك تجد بحسن الظن قوة وراحة، وتكتفي به ما أحببت كفايته من أمورك، وتدعو به الناس إلى محبتك والاستقامة في الأمور كلها لك، ولايمنعنك حسن الظن بأصحابك، والرأفة برعيتك، أن تستعمل المسألة والبحث عن أمورك، ولتكن المباشرة لأمور الأولياء، والحياطة للرعية، والنظر فيما يقيمها ويصلحها، والنظر في حوائجهم، وحمل مئوناتهم آثر عندك مما سوى ذلك، فإنه أقوم للدين، وأحيا للسنة».
ويُكرر لهُ إخلاص النيَّة لتقويم نفسِه واتباع هُدى الدِّين، قائلًا:
«وأخلص نيتك في جميع هذا، وتفرد بتقويم نفسك تفرد من يعلم أنه مسئول عما صنع، ومجزي بما أحسن، ومأخوذ بما أساء، فإن الله عز وجل جعل الدين حرزا وعزا، ورفع من اتبعه وعززه، فاسلك بمن تسوسه وترعاه نهج الدين، وطريقة الهدى».
ثُم يُبيَّن لهُ أصُول الحُكم على أصحاب الجرائم، وكيف يتعامل معهم وأهميَّة الإيفاء بالوُعود والعُهود، قائلًا:
«وأقم حدود الله عز وجل في أصحاب الجرائم على قدر منازلهم، وما استحقوه، ولا تعطل ذلك، ولا تهاون به، ولا تؤخر عقوبة أهل العقوبة، فإن في تفريطك في ذلك ما يفسد عليك حسن ظنك، واعتزم على أمرك في ذلك بالسنن المعروفة، وجانب البدع والشبهات يسلم لك دينك، وتقم لك مروءتك وإذا عاهدت عهدا فف به، وإذا وعدت خيرا فأنجزه، واقبل الحسنة وادفع بها، وأغمض عن عيب كل ذي عيب من رعيتك، واشدد لسانك عن قول الكذب والزور، وأبغض أهله، وأقص أهل النميمة، فإن أول فساد أمورك، في عاجلها وآجلها تقريب الكذوب، والجرأة على الكذب، لأن الكذب رأس المآثم، والزور والنميمة خاتمتها، لأن النميمة لا يسلم صاحبها وقائلها، ولا يسلم له صاحب، ولا يستتم لمعطيها أمر».
ويُؤكِّد لهُ أنهُ إن لم انغرَّ بالحياة وظنَّ نفسهُ يفعل ما يشاء فإنه لن ينتهي بهِ إلى خير، قائلًا:
«وأحب أهل الصلاح والصدق، وأعن الأشراف بالحق، وآس الضعفاء، وصل الرحم، وابتغ بذلك وجه الله تعالى وإعزاز أمره، والتمس فيه ثوابه والدار الآخرة، واجتنب سوء الأهواء والجور، واصرف عنهما رأيك، وأظهر براءتك من ذلك لرعيتك، وأنعم بالعدل سياستهم، وقم بالحق فيهم وبالمعرفة التي تنتهي بك إلى سبيل الهدى، واملك نفسك عند الغضب، وآثر الوقار والحلم، وإياك والحدة والطيرة والغرور فيما أنت بسبيله، وإياك أن تقول: أنا مسلط أفعل ما أشاء، فإن ذلك سريع فيك إلى نقص الرأي وقلة اليقين بالله عز وجل».
ونصَّ لهُ على التعامُل بالبرِّ والتَّقوى، وإصلاح شُؤون العِباد، وكيف يُفرِّق الأموال في عِمارة الإسلام وأهله، قائلًا:
«وأخلص لله وحده لا شريك له النية فيه، واليقين به، واعلم أن الملك لله سبحانه وتعالى يؤتيه من يشاء، وينزعه ممن يشاء، ولن تجد تغير النعمة وحلول النقمة إلى أحد أسرع منه إلى حملة النعمة من أصحاب السلطان والمبسوط لهم في الدولة، إذا كفروا نعم الله عز وجل وإحسانه، واستطالوا بما آتاهم الله عز وجل من فضله، ودع عنك نفسك، ولتكن ذخائرك وكنوزك التي تدخر وتكنز البر، والتقوى، والمعدلة، واستصلاح الرعية، وعمارة بلادهم، والتفقد لأمورهم، والحفظ لدمائهم، والإغاثة لملهوفهم، واعلم أن الأموال إذا كنزت وذخرت في الخزائن لا تنمو، وإذا كانت في صلاح الرعية، وإعطاء حقوقهم، وكف مئونة عنهم سمت، وزكت، ونمت، وصلحت به العامة، وتزينت به الولاية، وطاب به الزمان، واعتقد فيه العز والمنعة، فليكن كنز خزائنك تفريق الأموال في عمارة الإسلام وأهله، ووفر منه على أولياء أمير المؤمنين، فتلك حقوقهم، وأوف رعيتك من ذلك حصصهم، وتعهد ما يصلح أمورهم ومعاشهم، فإنك إذا فعلت ذلك قرت النعمة عليك، واستوجبت المزيد من الله عز وجل وكنت بذلك على جباية خراجك، وجمع أموال رعيتك، وعملك أقدر، وكان الجميع لما شملهم من عدلك وإحسانك أسلس لطاعتك، وأطيب نفسا بكل ما أردت، واجهد نفسك فيما حددت لك في هذا الباب، ولتعظم حسنتك فيه، وإنما يبقى من المال ما أنفق في سبيل الله، واعرف للشاكرين شكرهم، وأثبهم عليه».
وذكَّرهُ بهول الآخِرة، وأن لا يتهاون بالحُقوق فتنقلب النعم عليه، قائلًا:
«وإياك أن تنسيك الدنيا وغرورها هول الآخرة، فتتهاون بما يحق عليك، فإن التهاون يورث التفريط، والتفريط يورث البوار، وليكن عملك لله عز وجل وارج الثواب فيه، فإن الله سبحانه قد أسبغ عليك نعمته، وأسبغ لديك فضله، واعتصم بالشكر، وعليه فاعتمد، يزدك الله خيرا وإحسانا، فإن الله عز وجل يثبت شكر الشاكرين وسيرة المحسنين».
ثم وجَّههُ كيف يُصادق النَّاس على أنواعهم ويتعامل معهُم، قائلًا:
«ولا تحقرن دينا، ولا تمالئن حاسدا، ولا ترحمن فاجرا، ولا تصلن كفورا، ولا تداهنن عدوا، ولا تصدقن نماما، ولا تأمنن غدارا، ولا توالين فاسقا، ولا تتبعن غاويا، ولا تحمدن مرائيا، ولا تحقرن إنسانا، ولا تردن سائلا فقيرا، ولا تجيبن باطلا، ولا تلاحظن مضحكا، ولا تخلفن وعدا، ولا ترهبن فجرا، ولا تركبن سفها، ولا تظهرن غضبا، ولا تمشين مرحا، ولا تفرطن في طلب الآخرة، ولا تدفع الأيام عتابا، ولا تغمضن عن ظالم رهبة منه، أو محاباة، ولا تطلبن ثواب الآخرة في الدنيا».
ونصحَهُ بمُشاورة الفُقهاء وأهلُ الرَّأي ونبَّههُ بعدم الثقة بغير المُسلِمين واجتناب البُخل، قائلًا:
«وأكثر مشاورة الفقهاء، واستعمل نفسك بالحلم، وخذ عن أهل التجارب وذوي العقل والرأي والحكمة، ولا تدخلن في مشورتك أهل الذمة والنحل، ولا تسمعن لهم قولا، فإن ضررهم أكثر من منفعتهم، وليس شيء أسرع فسادا لما استقبلت فيه أمر رعيتك من الشح، واعلم أنك إذا كنت حريصا كنت كثير الأخذ، قليل العطية، وإذا كنت كذلك لم يستقم لك أمرك إلا قليلا، فإن رعيتك إنما تعقد على محبتك بالكف عن أموالهم، وترك الجور عليهم، ويدوم صفاء أوليائك بالإفضال عليهم، وحسن العطية لهم، واجتنب الشح، واعلم أنه أول ما عصى الإنسان به ربه، وأن العاصي بمنزلة خزي، وهو قول الله عز وجل: ومن يوق شح نفسه فأولئك هم المفلحون (الحَشَر:9)».
وأكَّد عليه أن يجعل همَّهُ الجُود في حياة النَّاس ويُوسع عليهم، وأن يتفقَّد أحوال الجُند ولا يُبخل عليهم بأرزاقهم حتى يبقوا على طاعته، قائلًا:
«واجعل للمسلمين كلهم من نيتك حظا ونصيبا، وأيقن أن الجود من أفضل أعمال العباد، فاعدد لنفسك خلقا، وسهل طريق الجود بالحق، وارض به عملا ومذهبا، وتفقد أمور الجند في دواوينهم، ومكاتبهم، وادرر عليهم أرزاقهم، ووسع عليهم في معايشهم يذهب الله عز وجل بذلك فاقتهم، فيقوى لك أمرهم، وتزيد به قلوبهم في طاعتك في أمرك خلوصا وانشراحا، وحسب ذي السلطان من السعادة أن يكون على جنده ورعيته رحمة في عدله، وحيطته وإنصافه، وعنايته وشفقته، وبره وتوسيعه، فزايل مكروه إحدى البليتين باستشعار فضيلة الباب الآخر، ولزوم العمل به تلق إن شاء الله تعالى نجاحا وصلاحا وفلاحا».
وذكَّرهُ بضرُورة إقامة العدل، وإنصاف المَظلُوم، والتشدُّد في أمر الله، وأن يُراقب نفسُه، ولا يقبل تملُّق الناس له، قائلًا:
«واعلم أن القضاء بالعدل من الله تعالى بالمكان الذي ليس يعدل به شيء من الأمور، لأنه ميزان الله الذي يعدل عليه أحوال الناس في الأرض، وبإقامة العدل في القضاء، والعمل تصلح أحوال الرعية، وتأمن السبل، وينتصف المظلوم، ويأخذ الناس حقوقهم، وتحسن المعيشة، ويؤدى حق الطاعة، ويرزق الله العافية والسلامة، ويقوم الدين، وتجري السنن والشرائع على مجاريها، واشتد في أمر الله عز وجل وتورع عن النَطف، وامض لإقامة الحدود، وأقلل العجلة، وابعد عن الضجر والقلق، واقنع بالقسم، وانتفع بتجربتك، وانتبه في صمتك، واسدد في منطقك، وأنصف الخصم، وقف عند الشبهة، وأبلغ في الحجة، ولا يأخذك في أحد من رعيتك محاباة ولا محاماة، ولا لوم لائم، وتثبت، وتأن، وراقب، وانظر الحق على نفسك، فتدبر، وتفكر، واعتبر، وتواضع لربك، وارؤف بجميع الرعية، وسلط الحق على نفسك».
ثم بيَّن لهُ حُرمة الدِّماء، وأن يُوزع الخراج بين أصحابِهِ بالعدل، وأنهُ مأمُونٌ على خزائن الناس، قائلًا:
«ولا تسرعن إلى سفك دم، فإن الدماء من الله عز وجل بمكان عظيم، انتهاكا لها بغير حقها، وانظر هذا الخراج الذي استقامت عليه الرعية، وجعله الله للإسلام عزا ورفعة، ولأهله توسعة ومنعة، ولعدوه وعدوهم كبتا وغيظا، ولأهل الكفر من معانديهم ذلا وصغارا فوزعه بين أصحابك بالحق والعدل، والتسوية والعموم فيه، ولا ترفعن منه شيئا عن شريف لشرفه، ولا عن غني لغناه، ولا عن كاتب، ولا عن أحد من خاصتك وحاشيتك، ولا تأخذن منه فوق الاحتمال له، ولا تكلف أمرا فيه شطط، واحمل الناس كلهم على مر الحق، فإن ذلك أجمع لألفتهم، وألزم لرضاء العامة. واعلم أنك جُعلت بولايتك خازنا، وحافظا، وراعيا، وإنما سمي أهل عملك رعيتك لأنك راعيهم وقيِّمهُم، تأخذ منهم ما أعطوك من عفوهم ومقدرتهم، وتنفقه في قوام أمرهم وصلاحهم، وتقويم أودهم، فاستعمل عليهم ذوي الرأي والتدبير، والتجربة والخبرة بالعمل، والعلم بالسياسة والعفاف، ووسع عليهم في الرزق، فإن ذلك من الحقوق اللازمة لك فيما تقلدت وأسند إليك، ولا يشغلك عنه شاغل، ولا يصرفك عنه صارف، فإنك متى آثرته وقمت فيه بالواجب، استدعيت به زيادة النعمة من ربك، وحسن الأحدوثة في عملك، واحترزت به المحبة من رعيتك، وأعنت على الصلاح، وقدرت الخيرات في بلدك، وفشت العمارة بناحيتك، وظهر الخصب في كورك، وكثر خراجك، وتوفرت أكوارك، وقويت بذلك على ارتباط جندك، وإرضاء العامة، بإفاضة العطاء فيهم من نفسك، وكنت محمود السياسة، مرضي العدل في ذلك عند عدوك، وكنت في أمورك كلها ذا عدل، وآلة، وقوة، وعدة، فنافس في ذلك ولا تقدم عليه شيئا تحمد مغبة أمرك إن شاء الله تعالى».
وأخبرهُ بأن يُعيَّن العُيون بين عُماله، ويُراقب تصرُّفاتهم وحُكمهم وكيف يتعامل معهم، قائلًا:
«واجعل في كل كورة من عملك أمينا يخبرك أخبار عمالك، ويكتب إليك بسيرتهم وأعمالهم، حتى كأنك مع كل عامل في عمله معاين لأموره كلها، فإن أردت أن تأمرهم بأمر فانظر في عواقب ما أردت من ذلك، فإن رأيت السلامة فيه والعافية، ورجوت فيه حسن الدفاع والصنع فأمضه، وإلا فتوقف عنه، وراجع أهل البصر والعلم به، ثم خذ فيه عدته، فإنه ربما نظر الرجل في أمر من أموره قد واتاه على ما يهوى، فأغواه ذلك وأعجبه، فإن لم ينظر في عواقبه أهلكه، ونقض عليه أمره، فاستعمل الحزم في كل ما أردت، وباشره بعد عون الله عز وجل بالقوة، وأكثر استخارة ربك في جميع أمورك، وافرغ من عمل يومك، ولا تؤخره لغدك، وأكثر مباشرته بنفسك، فإن لغد أمورا وحوادث تلهيك عن عمل يومك الذي أخرت. واعلم أن اليوم إذا مضى ذهب بما فيه، وإذا أخرت عمله اجتمع عليك أمور يومين فيشغلك ذلك، حتى تعرض عنه، وإذا أمضيت لكل يوم عمله، أرحت نفسك وبدنك، وأحكمت أمور سلطانك. وانظر أحرار الناس وذوي السن منهم ممن تستيقن صفاء طويتهم، وشهدت مودتهم لك، ومظاهرتهم بالنصح والمخالصة على أمرك فاستخلصهم وأحسن إليهم».
وأتبعهُ بضرُورة التلطُّف مع الفُقراء، وقضاء حوائجهم، حتى وإن خافوا من طلب حقهم، قائلًا:
«وتعاهد أهل البيوتات ممن قد دخلت عليهم الحاجة، فاحتمل مئونتهم، وأصلح حالهم حتى لا يجدوا لخلتهم مسا، وأفرد نفسك بالنظر في أمور الفقراء والمساكين، ومن لا يقدر على رفع مظلمة إليك، والمحتقر الذي لا علم له بطلب حقه، فسل عنه أحفى مسألة، ووكل بأمثاله أهل الصلاح من رعيتك، ومرهم برفع حوائجهم وحالاتهم إليك لتنظر فيها بما يصلح الله به أمرهم، وتعاهد ذوي البأساء وأيتامهم، وأراملهم، واجعل لهم أرزاقا من بيت المال اقتداء بأمير المؤمنين أعزه الله في العطف عليهم، والصلة لهم، ليصلح الله بذلك عيشهم، ويرزقك به بركة وزيادة، وأجر للأضراب من بيت المال، وقدم حملة القرآن منهم، والحافظين لأكثره في الجرائد على غيرهم، وانصب لمرضى المسلمين دورا تؤويهم، وقواما يرفقون بهم، وأطباء يعالجون أسقامهم، وأسعفهم بشهواتهم ما لم يؤد ذلك إلى سرف في بيت المال».
ونبَّهُه بوجود الطَّامِعين في حال أعطاهم حُقوقهم وقضى حوائجهم، وحذَّرهُ أيضًا من التمنُّن على النَّاس وبالبُعد عن الغُرور في الدُّنيا قائلًا:
«واعلم أن الناس إذا أعطوا حقوقهم وأفضل أمانيهم لم يرضهم ذلك، ولم تطب أنفسهم دون رفع حوائجهم إلى ولاتهم، طمعا في نيل الزيادة، وفضل الرفق منهم، وربما تبرم المتصفح لأمور الناس لكثرة ما يرد عليه، ويشغل فكره وذهنه منها ما يناله به من مئونة ومشقة، وليس من يرغب في العدل، ويعرف محاسن أموره في العاجل وفضل ثواب الآجل كالذي يستثقل بما يقربه إلى الله تعالى ويلتمس رحمته. وأكثر الإذن للناس عليك، وأبرز لهم وجهك، وسكن لهم حواسك، واخفض لهم جناحك، وأظهر لهم بشرك، ولن لهم في المسألة والمنطق، واعطف عليهم بجودك وفضلك، وإذا أعطيت فأعط بسماحة وطيب نفس، والتماس للصنيعة والأجر من غير تكدير ولا امتنان، فإن العطية على ذلك تجارة مربحة إن شاء الله تعالى واعتبر بما ترى من أمور الدنيا، ومن مضى من أهل السلطان والرئاسة في القرون الخالية، والأمم البائدة، ثم اعتصم في أحوالك كلها بأمر الله، والوقوف عند محبته، والعمل بشريعته وسنته، وإقامة دينه، وكتابه، واجتنب ما فارق ذلك، وخالف ما دعا إلى سخط الله عز وجل. واعرف ما يجمع عمالك من الأموال، وينفقون منها، ولا تجمع حراما، ولا تنفق إسرافا».
ثم ختم وصيَّتهُ بتذكيره لما قال سابقًا، قائلًا:
«وأكثر مجالسة العلماء ومشاورتهم، ومخالطتهم، وليكن هواك اتباع السنن وإقامتها، وإيثار مكارم الأمور ومعاليها، وليكن أكرم دخلائك وخاصتك عليك من إذا رأى عيبا فيك لم تمنعه هيبتك من إنهاء ذلك إليك في سرك، وإعلامك ما فيه من النقص، فإن أولئك أنصح أوليائك ومظاهريك، وانظر عمالك الذين بحضرتك، وكتابك، فوقت لكل رجل منهم في كل يوم وقتا يدخل فيه عليك بكتبه ومؤامرته، وما عنده من حوائج عمالك، وأمور كورك ورعيتك، ثم فرغ لما يورده عليك من ذلك سمعك، وبصرك، وفهمك، وعقلك، وكرر النظر فيه والتدبر له، فما كان موافقا للحق والحزم فأمضه، واستخر الله عز وجل فيه، وما كان مخالفا لذلك فاصرفه إلى التثبت فيه والمسألة عنه. ولا تمتن على رعيتك ولا غيرهم بمعروف تأتيه إليهم، ولا تقبل من أحد منهم إلا الوفاء والاستقامة، والعون في أمور أمير المؤمنين، ولا تضعن المعروف إلا على ذلك، وتفهم كتابي إليك، وأكثر النظر فيه والعمل به، واستعن بالله على جميع أمورك، واستخر فإن الله عز وجل مع الصلاح وأهله، وليكن أعظم سيرتك، وأفضل عيشك ما كان لله عز وجل رضى، ولدينه نظاما، ولأهله عزا وتمكينا، وللذمة وللملة عدلا وصلاحا، وأنا أسأل الله أن يحسن عونك، وتوفيقك، ورشدك، وكلاءتك. والسلام».

## ما بعد الوصيَّة
اشتُهرت الوصيَّة الطاهِريَّة بين النَّاس، فلما رأوه، شاع أمرُه، وبلغ الخليفةُ المأمُون خبره، فدعا بالوصيَّة، وقُرئ عليه، فقال: «ما بقَّى أبُو الطَّيب، يعني طاهِرًا، شيئًا من أمر الدُّنيا والدين، والتدبير، والرأي، والسياسة، وإصلاح المُلك والرَّعية، وحِفظ السُلطان وطاعة الخُلَفاء، وتقويم الخِلافة، إلا وقد أحكمهُ وأوصى به». ثُم أمر الخليفة بكتب الوصيَّة نفسُها وإرسالها إلى جميع العُمَّال في أنحاء الخِلافة، ويُعلِّق المُؤرِّخ ابن الأثِير الجزري على القِصَّة ويُتابع: «وسار عبد الله بن طاهِر إلى عملِه، فاتبع ما أُمر به، وعُهد إليه، وسار بسيرته».

## الميراث
علَّق عددًا من المُؤرِّخين على الوصيَّة الطَّاهِريَّة، ومِمن عبروا هُم:
- المُؤرِّخ ابن الأثير الجزري: «وقد أثبتُّ منهُ أحسنه لما فيه من الآداب، والحثَّ على مكارِم الأخلاق، ومحاسِن الشيم، لأنه لا يستغني عنهُ أحد من ملكٍ وسُوقة».[3]
- المُؤرِّخ ابن كَثِير الدِّمَشْقِيُّ: «وقد كتب إليه أبُوه من خُراسان بكتابٍ فيه الأمر لهُ بالمعرُوف والنَّهي عن المُنكر واتباع الكِتاب والسُّنَّة، وقد ذكرهُ ابن جَريرٍ بطُولِه، وقد تداولهُ الناس بينهم واستحسنوه وتهادُوه بينهُم».[8]

### فهرس المنشورات
1. ↑  ابن الأثير (2005)، ص. 927.
2. ↑  ابن الأثير (2005)، ص. 927 - 928.
3. 1 2 3 4 5 6 7 8  ابن الأثير (2005)، ص. 928.
4. 1 2 3 4 5 6 7  ابن الأثير (2005)، ص. 929.
5. 1 2 3 4  ابن الأثير (2005)، ص. 930.
6. ↑  ابن الأثير (2005)، ص. 930 - 931.
7. 1 2  ابن الأثير (2005)، ص. 931.
8. ↑  ابن كثير (2004)، ص. 1583.

### معلومات المنشورات كاملة
الكتب مرتبة حسب تاريخ النشر
- ابن كثير الدمشقي (2004)، البداية والنهاية، تحقيق: أبو صهيب الكرمي (ط. 1)، لبنان: بيت الأفكار الدولية، OCLC:1014077365، QID:Q123368203
- ابن الأثير الجزري (2005)، الكامل في التاريخ، مراجعة: أبو صهيب الكرمي، عَمَّان: بيت الأفكار الدولية، OCLC:122745941، QID:Q123225171